# Kurious
Kurious, de son vrai nom Jorge Antonio Alvarez, né en 1969 à Spanish Harlem, New York, est un rappeur américain. Il publie son premier album, A Constipated Monkey en 1994. L'album suit d'un deuxième, II en 2009.

## Biographie
Kurious est d'ascendance portoricaine et cubaine, et a grandi dans le quartier d'Upper West Side, Manhattan Valley. Il se lance en 1991 sur l'album Young Stars from Nowhere de Powerule. Il participe ensuite à l'album Dust to Dust de Pete Nice et DJ Richie Rich. Le duo aide Kurious à conclure un contrat avec le label Columbia Records via l'empreinte Hoppoh Records de Bobbito et Pete Nice. En 1992, il publie son premier single, Walk Like a Duck. 
En 1993, le rappeur est signé par Sony Music et publie son premier album A Constipated Monkey le 18 janvier 1994. L'album est félicité par la presse spécialisée, et atteint la 31e place des Billboard Heatseekers et la 68e place des RnB Albums. La même année, son single I'm Kurious atteint la 38e place des Hot Dance Music/Maxi-Singles Sales. En 1999, il revient dans la scène sur l'album Operation: Doomsday de MF DOOM pour la chanson ? et contribue à une chanson dans la mixtape Monsta Island Czars sous le surnom de Biollante. 
En 2007, une réédition de son premier album, Kurious: A Constipated Monkey (Re-Issue) est publiée. En 2009, il publie son deuxième album intitulé II qui contient les singles Back From Up Unda, Back with VIC, Sittin' in My Car et Drinks In The Air. En 2014, Kurious participe à la chanson Enough avec J-Five issue du cinquième album de Homeboy Sandman intitulé Hallways.

## Discographie

### Albums studio
- 1994 : A Constipated Monkey
- 2009 : II

### Singles
- 1992 : Walk Like a Duck
- 1993 : Uptown Shit
- 1994 : I'm Kurious
- 2001 : All Great
- 2009 : Benneton (feat. MC Serch & MF DOOM)
- 2009 : Back With V.I.C.
- 2009 : Sittin’ In My Car
- 2012 : White Rum
- 2014 : Delusional